# Бландов, Владимир Иванович

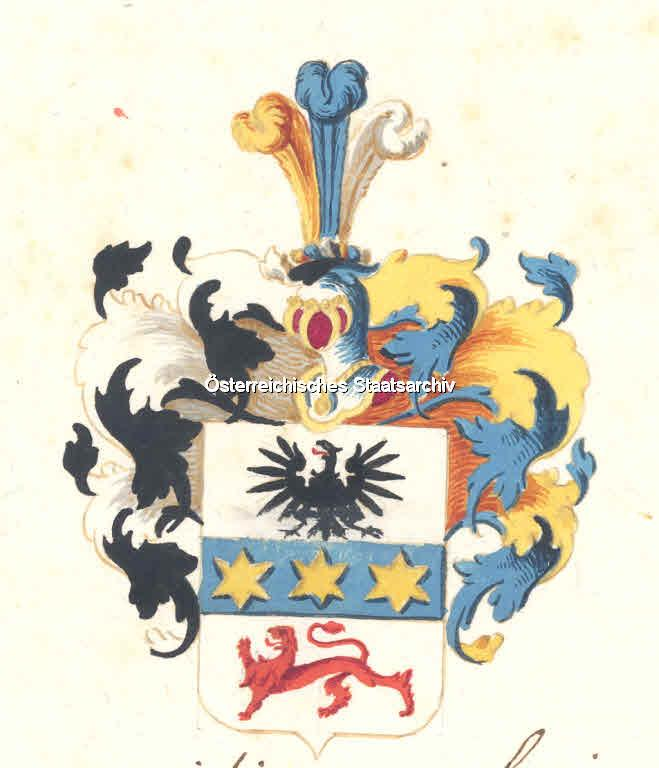
Герб рода Бландовых

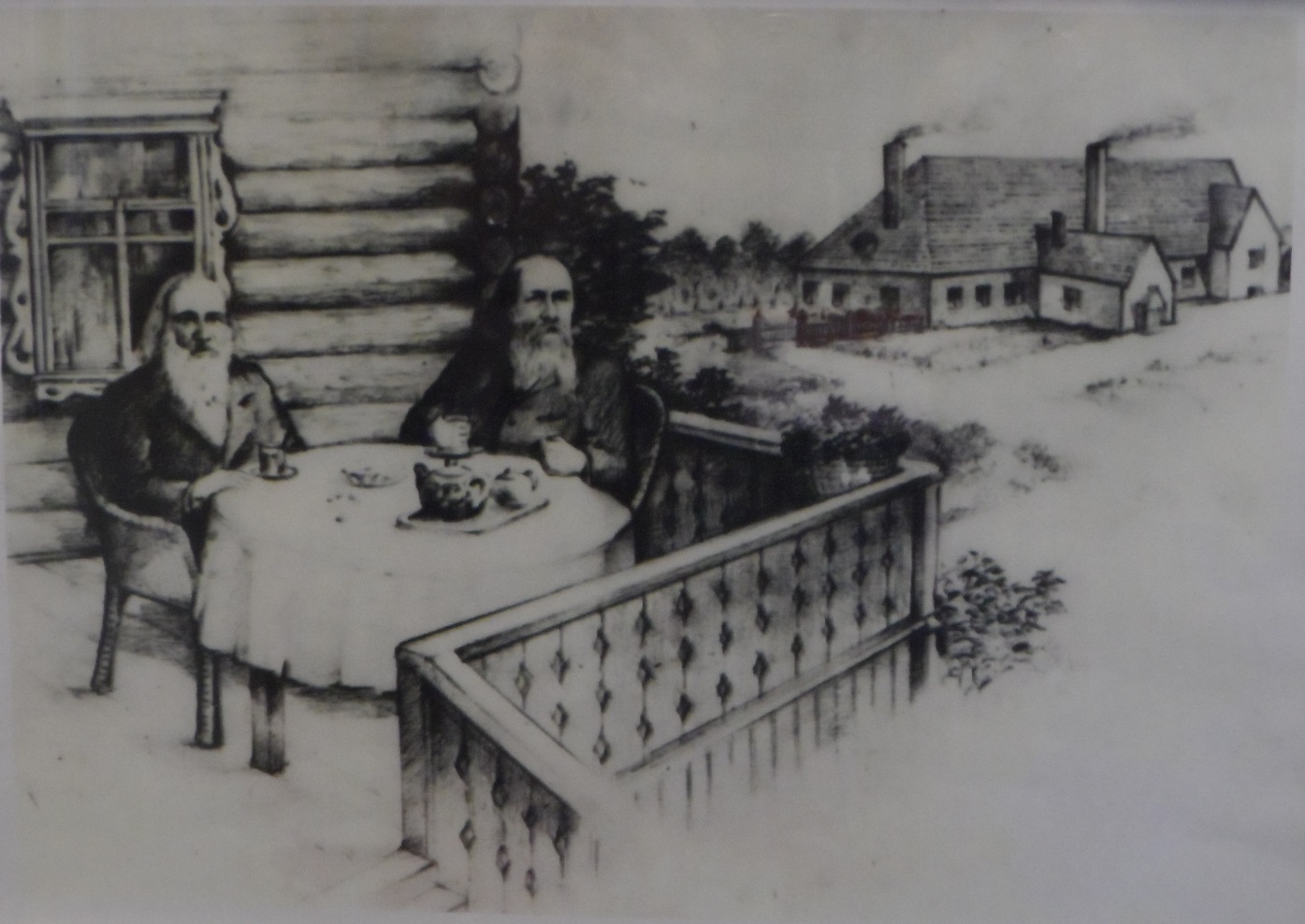
Н. В. Верещагин и Д. И. Менделеев в селе Едимоново, справа — школа молочного хозяйства. Рис. В. И. Бландова (1889).

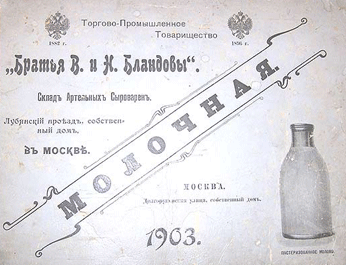
Реклама Торгово-промышленного товарищества «Братья В. и Н. Бландовы»

Сыроварня в селе Коприно (1910-1912)

Владимир Иванович Бла́ндов (рус. дореф. Владиміръ Ивановичъ Бландовъ; 1847, Российская империя — 21 января 1906) — один из инициаторов сыроварения в России и организатор первых сыроварен, успешный предприниматель, московский I гильдии купец.

## Биография
Владимир Иванович (фон) Бландов родился в 1847 году в семье флотского лейтенанта, затем надворного советника Ивана Михайловича фон Бландова и его жены Екатерины Матвеевны. Родители владели имением Вейно в Гдовском уезде Санкт–Петербургской губернии, они купили её после смерти предыдущего владельца Николая Васильевича Семевского (1786—1848).
По настоянию отца Николай и Владимир Бландовы были определены на казённый счёт в Морской кадетский корпус и стали морскими офицерами. В. И. Бландов, по окончании учёбы, служил на Балтике, в составе эскадры российского флота участвовал в плавании к берегам Америки. Владимир Бландов был произведён в мичманы в 1864 году.
Ещё в морском корпусе Владимир Бландов познакомился с учившимся там же Николаем Васильевичем Верещагиным. В середине 1860-х годов на волне проводимых в стране реформ молодые лейтенанты Верещагин, Бландов и Григорий Александрович Бирилев «по болезни» оставили морскую службу и, увлечённые идеей и перспективами организации отечественного молочного производства, в 1865 году отправились в Европу изучать сыроварение, в первую очередь, в Швейцарию и Голландию. Итогом изучения технологии производства стала статья В. И. Бландова «Приготовление сыра и масла в Голландии и лимбурского сыра в Бельгии» (СПб., 1870).
В 1870 году Н. В. Верещагин и В. И. Бландов в селе Коприно Рыбинского уезда Ярославской губернии впервые в России начали производство голландских сыров в основанной ими (при кредитной поддержке уездного земского собрания) артельной крестьянской сыроварне.
Сыроварение в России стало развиваться быстрыми темпами. Этот факт отмечен В. И. Лениным: «…в Копринской волости Рыбинского уезда Яросл. губ. отмечается распространение сыроварен — по инициативе „известного учредителя артельных сыроварен В. И. Бландова“». Стали появляться артели в других губерниях. В 1871 году В. И. Бландов на основании постановления земского собрания от 17.01.1868 г. получил ссуду в размере 500 рублей на устройство общественной сыроварни в Гдовском уезде Санкт-Петербургской губернии. При Копринской сыроварне В. И. Бландов организовал филиал Едимоновской школы молочного хозяйства Н. В. Верещагина. Наиболее способных учеников Бландов отправлял в Москву продолжать образование. Среди известных учеников Копринской школы был и А. В. Чичкин, предприниматель и организатор российского и советского производства молочной продукции.
В 1871 году В. И. Бландов опубликовал статью по результатам организованного Н. В. Верещагиным обследования условий для организации молочного производства в Тверской, Костромской, Ярославской и Вологодской губерниях, показавшего достоинства местных пород крупного рогатого скота, особенно, в Ярославской губернии.
Владимир, став купцом второй гильдии, вышел из дворянского сословия в купеческое. В 1872 году В. И. Бландов основал «Торговый дом В. Бландова». В 1875 году к его деятельности присоединился также уволившийся из военно-морского флота старший брат Н. И. Бландов. Братья арендовали помещения в доме Комиссарова в Охотном ряду на углу Тверской улицы.
Уже на международной выставке молочного хозяйства в Лондоне в 1880 году В. И. Бландов был удостоен трёх премий за сваренный на его сыроварне в Рыбинском уезде голландский сыр. А Всероссийская художественно-промышленная выставка 1882 года, состоявшаяся в Москве, продемонстрировала популярность и успехи начинаний Бландова: за достигнутое качество дела В. И. Бландову разрешили изображать государственный герб на продукции фирмы.
В 1883 году купцы 2-й гильдии, В. И. и Н. И. Бландовы создали совместное торгово-промышленное товарищество «Братья В. и Н. Бландовы в Москве». Правление Товарищества помещалось в Лубянском проезде у Ильинских ворот в собственном доме В. И. Бландова на первом этаже (второй этаж был жилой). До учреждения Товарищества на паях, там помещалась контора братьев Бландовых. Особняк, выстроенный в 1896 году, имел громадные подвалы для хранения масла и сыра.
К 1890 году Бландовым принадлежали 25 сыроваренных заводов в шести губерниях. Только в Москве братья открыли 59 магазинов молочных продуктов. По России действовали 12 отделений фирмы. Было налажено изготовление малых маслодельных заводов и принадлежностей для молочного производства. Бландовы кредитами, специальной литературой и техническими рекомендациями поддерживали предприимчивых людей, способствуя развития молочной отрасли в России. Фирма Бландовых в 1890-х годах называлась: «Торговый дом бр. В. и Н. Бландовых, склад артельных сыроварен».
В Москве на ул. Старая Божедомка Бландовы открыли фабрику принадлежностей для молочного хозяйства, где работали 118 человек. Выпускались маслобойки, оборудование для обработки масла, посуда стальная, луженная чистым оловом, а также прекрасный инвентарь для сыроварен. Фабрично-торговый отдел продавал также заграничные сепараторы различных систем.
Братья Бландовы постоянно расширяли своё дело по всей России. С развитием молочной промышленности и маслоделия в Сибири контора торгового дома в 1897 году была открыта в Кургане, а затем в Барнауле.
Братья Бландовы наладили сборку из импортного оборудования мини-маслодельных заводов, они кредитовали перспективных деловых людей для покупки технологий, оборудования и открытия собственных фирм. Всю технологическую и рекламную литературу, сметы, производственные рекомендации раздавали бесплатно. Наряду с этим Бландовы скупали масло у артельщиков и отлаживали его экспорт. Расходы, связанные с открытием одного маслодельного завода, составляли 17 725 руб. Чистая годовая прибыль была 1275 руб. Таким образом, несколько более чем за год завод мог окупиться и приносить хорошую прибыль для Бландовых. В Курганском и Ишимском уездах Тобольской губернии Бландовы открыли восемь подобных заводов: в 1898 г. в Ильинской волости, который перерабатывал молока 5 тыс. пудов в год, в Уктузской волости (7 тыс. пудов), в 1896 г. в Белозерской (33 тыс. пудов) и Брылинской волостях, в 1896 г. в Иковской волости (20 тыс. пудов), в селе Бузан Иковской волости (13 тыс. пудов), в 1897 г. в Тебенякской волости (37 тыс. пудов), в Усть-Суерской волости (32 142 пуда). Управляющим этих заводов был Александр Петрович Шатаев.
Значительная часть продукции сибирских производителей направлялась на экспорт. Организованный в том же 1897 году в Кургане 1-й Тобольский отдел Императорского Московского общества сельского хозяйства занимался обеспечением бесперебойной доставки скоропортящихся продуктов в порты Балтики. Рассчитывая на авторитет Н. В. Верещагина и В. И. Бландова, отдел частным образом просил их ходатайствовать перед Министерством путей сообщения об увеличении числа еженедельных «масляных» поездов. С целью совершенствовании железнодорожных и морских перевозок в 1899 году было утверждено «Соглашение о северном заморском международном сообщении» с участием железных дорог и пароходных обществ. На Съезде сельских хозяев и маслоделов В. И. Бландов, как бывший моряк, был включён в число уполномоченных представлять интересы поставщиков в государственных учреждениях.
Исследования В.И. Бландовым крупного рогатого скота в Ярославской губернии способствовали открытию в Москве на Новослободской улице колбасной фабрики.
В начале XX века Бландовы обосновались в Кисловодске, где приобрели усадьбы с постройками на Базарной площади и вскоре возвели на них новые дома с магазинами. По рассказам старожилов, богатым братьям Бландовым, прямо или косвенно, принадлежали почти все крупные и красивые дома по улице Кольцова, но более определённо с ними и их управляющим в Кисловодске А. В. Васильевым связываются только два из них — № 12 и № 18. Они создали несколько небольших сыроварен и крупное хранилище сыров. В документах 1911 года братья Владимир и Николай Бландовы значатся среди домовладельцев, проживавших на Соборной площади и желавших подсоединиться к канализационному коллектору кисловодской группы.
Качество продукции сыроварен В. И. Бландова отмечено Гран-при Всемирной выставки в Париже в 1900 году. На Всероссийских выставках в Петербурге «парижское» соленое масло, произведенное в Сибири, было отмечено малой золотой медалью, а бронзовой – масло экспортное.
Владимир Иванович Бландов умер 21 января 1906 года.

## Память
Земство Пошехонского уезда совместно с Департаментом земледелия учредили молочную «Школу имени В. И. Бландова».

## Семья
Михаил-Готтлиб Бландов (Michael Gottlieb Blandow, 2 июня 1759, Вольгаст, Шведская Померания — 1842, С.П.б.), сын богатого купца, владельца нескольких ферм Михеля Бландова (Michel Blandow). 7 августа 1769 года вместе со старшими братьями Иоахимом (Joachim, ок 1744 — ?), Самуилом-Фридрихом (Samuel Friedrich, 1753—1826), и Иоганном-Якобом (Johann Jacob 1757—1828) был возведён в дворянское достоинство Священной Римской империи и получил право именоваться с приставкой «фон». Около 1780 года братья переехали в Санкт-Петербург и в 1783 основали компанию «Братья Бландовы» (нем. Gebruder Blandow), которая в 1807 году обанкротилась.
30-летний Михаил Михайлович Бландов в 1789 покупает приморский двор в Лигово на 13 версте по Петергофской дороге и начинает строить свой "ботанический сад", который уже через несколько лет имеет много редких растений. В 1795 Михаил фон Бландов входит в комитет "Вольного экономического общества", его отметили за крупномасштабные сельскохозяйственные эксперименты, в том числе по оптимизации выращивания картофеля.
"Почти каждый достаточно состоятельный купец, у ворот которого есть сад, также имеет и теплицы для своего стола. Одно из известных хозяйств такого рода принадлежит купцу Бландову, который не только ежегодно снимает огромный урожай ананасов, персиков, абрикосов, винограда, гранатов, инжира, дыни и т.д. для домашнего потребления, но и как любитель ботаники имеет достойное созерцания сокровище более редких экзотических растений."
В марте 1802 года петербургский торговый советник M. М. Бландов покупает у тайного советника, графа Г. И. Чернышева жалованные земли Вейккола (Кучерово) близ озера Валкярви (Мичуринское), с целью внедрения там новых методов ведения сельского хозяйства. В рамках сделки 39 деревень и примерно 2 700 крестьян сменили владельца. Подтвердившее продажу управление Выборгской губернии передало земли Бландову «в вечное и потомственное владение». Бландов хотел внедрить свои отапливаемые теплицы (оранжереи) и новые винокурни. Но финские крестьяне, более свободные, чем крепостные, не согласились с увеличением барщины. Дело доходило до протестных выступлений и конфликтов с управляющими. В результате пришлось прибегнуть к военной силе и многолетним судебным разбирательствам.
В 1804 Михаил фон Бландов становится практически неплатежеспособен, но он привлекает известного адвоката А. Извекова, чтобы остаться в бизнесе. Закладывает дачу купцу Бетлиху. Тот заключил с Извековым контракт и поручил ему вести ряд дел, но уже против фон Бландова, а его дачу предоставил ему для проживания. Извекову приглянулась дача в Лигово с чудными растениями и он не давал Бландову получить дачу обратно.  Судебные разбирательства длились до 1810 года. Помогла записка министра внутренних дел О. П. Козодавлева гражданскому губернатору Санкт-Петербурга А. Д. Балашову по указанию Александра I.
В 1836 году житель Санкт-Петербурга Михаил фон Бландов был принят почётным членом в сельскохозяйственное общество Шотландии.
Внебрачный сын Михаила Михайловича фон Бландова — Иван Михайлович Бландов в 1822 командовал шхуной «Опыт» Балтийского флота, до 1827 года служил адъютантом при морском министре, а позднее смотрителем судоходства; в отставку вышел капитан-лейтенантом. Был женат на Екатерине Матвеевне, дочери вице-адмирала Матвея Михайловича Муравьёва. В семье было пятеро детей (Матвей р.1838 не выжил): Вера (1845 — 1896), Александр (1842 — до 1898), Николай (1845 — 1917, его жена Мария Евграфовна была литератором), Владимир (1847 — 1906) и Варвара (1848 — ?).
Александр Иванович Бландов (1842 – до 1898), коллежский секретарь, советник, статский советник, владелец мызы Вейно (до 1868), активный земской деятель. Жена - Мария Николаевна (р.1850/51 - ум.2.5.1902, 51 год, от саркомы шеи, похоронена на Ваганьковском кл., г. Москва).
Вера Ивановна Бландова (18.5.1845, С.-Петербург —- 24.3/4.4.1896, Ницца, на 50 году), в 1-м браке замужем за Александром Савельевым (вдова); во 2-м - за надворным, а затем действительным статским советником Владимиром Александровичем Волоцким.

## Усадьба Вейно
После смерти Н. В. Семевского (1848), усадьбу Вейно Выскатской волости Псковского уезда приобретает надворный советник Иван Михайлович фон Бландов. Общая площадь земель составляла 4105 дес, из которых 7 было под усадьбой, по 160 дес. под пашней и покосами. Кроме всего, в Вейно сдавались харчевня (за 350 руб.), 2 водяные мельницы (за 400 руб.); винокуренный завод вместе с имением; лесопильный завод в 1888 г. бездействовал. Имелась 1 кузница и 1 лавка. Очевидно, фон Бландов к сельскому труду расположен не был, и дела в поместье его интересовали только в плане получения денег. После смерти мужа делами усадьбы управляла вдова Екатерина Матвеевна. После её смерти (до 1868) усадьба перешла старшему сыну Александру, статскому советнику. После смерти мужа (до 1898) дела приняла вдова Мария Николаевна.
Здание усадебного дома продолжает существовать и после революции, впоследствии в ней размещается Вейнская начальная школа.

## Комментарии
1. ↑  Итогом этой публикации стало поручение Вольного экономического общества Бландову провести новое исследование ярославского скота. Отчёт, подтвердивший факт высокой густоты молока местных коров, был опубликован трудах общества в 1873 г.